# 50-kroneseddel
En halvtredskroneseddel er den mindste pengeseddel i Danmark.
50-kronesedlen har siden pengeombytningen i 1945 eksisteret i fem forskellige design. Den seneste blev som den første seddel i den nye 2009-serie udsendt d. 11 august 2009.
På forsiden af 2009-seriens 50-kroneseddel er et billede af Sallingsundbroen, som forbinder halvøen Salling med Limfjordsøen Mors.
På bagsiden er et billede af Skarpsallingkarret, som er et lerkar fra Skarp Salling i Himmerland. Det blev lavet ca. 3250 f.Kr., og blev fundet ved en gravhøj år 1891.
Derudover er der en såkaldt motion-tråd, som har 3D-effekt, en tråd som kun er synlig, når sedlen holdes op mod lyset, og et lille mærke med form som karpsallingkarret, som reflekterer lyset i forskellige farver, og et vandmærke af et vikingeskib.
Nationalbanken udsendte i 1957 en 50-kroneseddel med talordet "femti", der blev gentaget på 1972- og 1997-serien. Tidligere 50-kronesedler stavede tallet "halvtre(d)sindstyve", og de nye 50-kronesedler staver tallet "halvtreds".
På 1972-serien var Johan Christian Rybergs kone Engelke Charlotte Ryberg afbildet.

## 1997-serien
Den 7. maj 1999 kom 1997-seriens 50-kroneseddel i cirkulation. På forsiden er der et portræt af forfatteren Karen Blixen, på bagsiden er der en kentaur. Kentauren er inspireret af et stenrelief fra Landet Kirke på Tåsinge.

## Reference
1. ↑  Den Store Danske: Skarpsallingkarret Arkiveret 28. juni 2011 hos  Wayback Machine
2. ↑  Danmarks Nationalbank: Ny 50-kroneseddel, serie 2009 Arkiveret 1. september 2009 hos  Wayback Machine
3. ↑  Frederik Brund Flintegaard (16. oktober 2024), "Nationalbanken kritiseres for kommunikation om ugyldige pengesedler: 'Mange aner det givetvis ikke'", DR.dk, Wikidata  Q130543020
4. ↑  Danmarks Nationalbank: 50-kroneseddel, 1997-serien Arkiveret 31. oktober 2009 hos  Wayback Machine